# شناساگر ردوکس

شناساگر ردوکس

یک نشانگر ردوکس (به انگلیسی: Indicador redox) (که یک شاخص کاهش اکسایش نیز نامیده می‌شود) شاخصی است که در یک پتانسیل الکترود خاص تغییر رنگ مشخصی را متحمل می‌شود.

## مستقل از pH
| نشانگر                                       | E 0، V | رنگ فرم اکسیده شده | رنگ فرم کاهش یافته |
| -------------------------------------------- | ------ | ------------------ | ------------------ |
| ۲،2'-bipyridine (مجموعه Ru)                  | +1.33  | بی‌رنگ              | رنگ زرد            |
| نیترو فنانترولین (کمپلکس آهن)                | +1.25  | فیروزه ای          | قرمز               |
| N- اسید فنیلانترانیلیک                       | +1.08  | بنفش-قرمز          | بی‌رنگ              |
| مجتمع سولفات آهن ۱٬۱۰-فنانتولین (II) (فروین) | +1.06  | فیروزه ای          | قرمز               |
| ن- اتیوکسی کریسیدین                          | +1.00  | قرمز               | رنگ زرد            |
| ۲٬۲`- بیپیریدین (کمپلکس آهن)                 | +0.97  | فیروزه ای          | قرمز               |
| ۵٬۶-دی متیل فنانترولین (کمپلکس آهن)          | +۰٫۹۷  | زرد-سبز            | قرمز               |
| o-Dianisidine                                | +0.85  | قرمز               | بی‌رنگ              |
| دی فنیل آمین سولفونات سدیم                   | +0.84  | بنفش قرمز          | بی‌رنگ              |
| دیفنیل بنزیدین                               | +۰٫۷۶  | بنفشه              | بی‌رنگ              |
| دی فنیل آمین                                 | +0.76  | بنفشه              | بی‌رنگ              |
| ویولن                                        | -0.43  | بی‌رنگ              | آبی                |

## وابسته به pH
| نشانگر                                                               | E 0، V در pH = 0 | E 0، V در pH = 7 | رنگ از فرم اکسیده شده | رنگ از فرم کاهش یافته |
| -------------------------------------------------------------------- | ---------------- | ---------------- | --------------------- | --------------------- |
| سدیم ۲،6-Dibromophenol-indophenol یا سدیم ۲٬۶-دی کلرو فنول-ایندوفنول | +۰٫۶۴            | +۰٫۲۲            | آبی                   | بی‌رنگ                 |
| او-کرزول سدیم ایندوفنول                                              | +۰٫۶۲            | +۰٫۱۹            | آبی                   | بی‌رنگ                 |
| Thionine (مترادف بنفش لاوت)                                          | +۰٫۵۶            | +۰٫۰۶            | بنفشه                 | بی‌رنگ                 |
| متیلن آبی                                                            | +۰٫۵۳            | +0.01            | آبی                   | بی‌رنگ                 |
| نیلیگوترا سولفونیک اسید                                              | +۰٫۳۷            | -۰٫۰۵            | آبی                   | بی‌رنگ                 |
| نیلیگوتری سولفونیک اسید                                              | +۰٫۳۳            | -۰٫۰۸            | آبی                   | بی‌رنگ                 |
| کارخانهٔ نیلی (سین. اسید سولفونیک ایندیگودی )                         | +۰٫۲۹            | -۰٫۱۳            | آبی                   | بی‌رنگ                 |
| ایندیگوومونو سولفونیک اسید                                           | +۰٫۲۶            | -۰٫۱۶            | آبی                   | بی‌رنگ                 |
| فنوسفرانین                                                           | +۰٫۲۸            | -۰٫۲۵            | قرمز                  | بی‌رنگ                 |
| صفرانین تی                                                           | +۰٫۲۴            | -۰٫۲۹            | بنفش قرمز             | بی‌رنگ                 |
| قرمز خنثی                                                            | +۰٫۲۴            | -۰٫۳۳            | قرمز                  | بی‌رنگ                 |